# Bitwa pod Fanum Fortunae
Bitwa pod Fanum Fortunae – starcie zbrojne, które miało miejsce w roku 271 w trakcie walk Rzymian z Jutungami i Alamanami za panowania cesarza Aureliana. 
Do starcia Rzymian pod wodzą Aureliana z Jutungami i  Alamanów doszło w pobliżu dzisiejszego miasta Fano (starożytne Fanum Fortunae), krótko po porażce w bitwie pod Placentią. Po początkowym sukcesie barbarzyńcy podzielili oddziały i dokonywali grabieży na terenie niziny nadpadańskiej, po czym udali się do środkowej Italii w stronę Rzymu. Jednakże podzielone oddziały zostały pokonane przez Aureliana najpierw pod Pisaurum, potem pod Fanum Fortunae i ostatecznie podczas odwrotu najeźdźców pod Ticinum (Pawia).
Bitwa zakończyła się zwycięstwem wojsk Aureliana i przyczyniła się do oddalenia zagrożenia germańskiego od Rzymu.